# West Finchley (stanice metra v Londýně)
West Finchley je stanice metra v Londýně. Nachází se v londýnském obvodu Barnet a spadá do tarifní zóny 4. Stanice byla otevřena roku 1933 a leží na lince Northern Line (mezi stanicemi Finchley Central a Woodside Park)

## Historie
Stanice byla poprvé otevřena 1. března 1933 jako součást London and North Eastern Railway (LNER). Již dříve však těmito místy vedla trať do High Barnet, kterou vybudovala Great Northern Railway v roce 1872. Tehdy ale nemělo smysl stavět na místě stanici, protože okolí bylo příliš venkovské. Až po rozvoji lokality (populace čtvrti Finchley v 30. letech 20. století byla asi šestkrát větší než o padesát let dříve) byla postavena stanice. Do Northern Line byla tato stanice společně s úsekem do High Barnet začleněna v roce 1939 v rámci projektu „Northern Heights“. První vlaky Northern Line začaly stanici obsluhovat v dubnu 1940. Až do následujícího roku zde zastavovaly jak vlaky metra, tak i LNER.

## Popis stanice

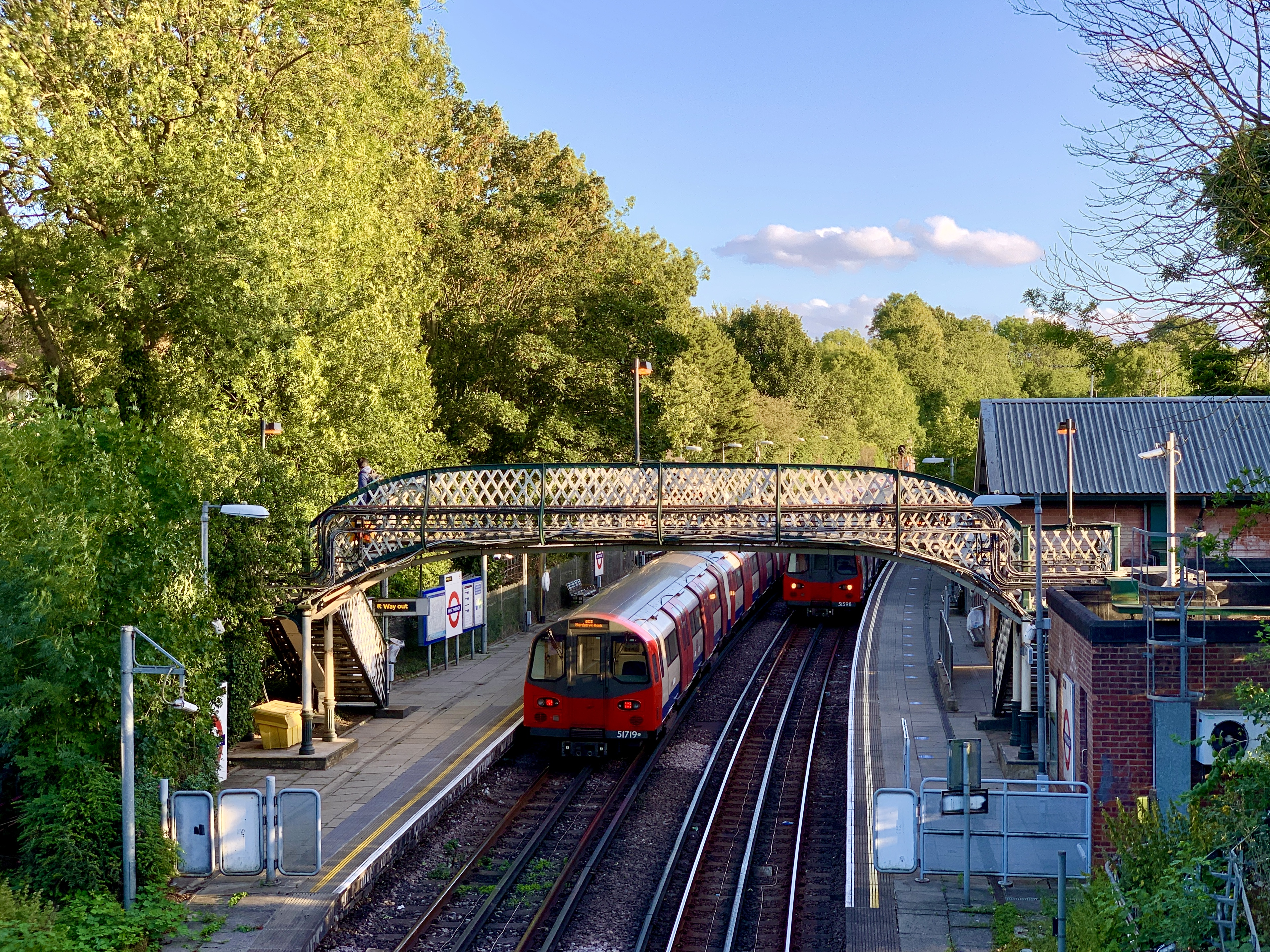
Pohled na nástupiště ze severu

Stanice je plně nadzemní a má dvě postranní nástupiště, která jsou spojena lávkou pro pěší. Jedná se o skromnou zastávku, která byla vybudována rychle a levně, protože se neočekávalo mnoho cestujících. Část vybavení, které bylo použito při její stavbě, pochází ze starých stanic v severní Anglii.
Hlavní vstup leží na ulici Nether Street. Odtud je také k dispozici bezbariérový přístup na nástupiště, kde zastavují vlaky ve směru na High Barnet. Druhé nástupiště je k dispozici z opačné strany trati vedlejším vchodem z ulice Wentworth Street, který je ale otevřen pouze v ranní špičce. Jindy je vstupní brána zamčená a tělesně postižení cestující mohou na místě nebo telefonicky požádat o její otevření. Po teroristických útocích v roce 2005 byl tento vchod po nějakou dobu z bezpečnostních důvodů uzavřen.

## Provoz
West Finchley leží na větvi High Barnet linky Northern Line. Vlaky obsluhují stanici v průběhu celého dne kromě nočních hodin a zajíždějí do obou větví linky v centrálním Londýně (s konečnou Morden či Battersea Power Station). V pátek a v sobotu je k dispozici noční provoz linky z High Barnet přes Charing Cross do Mordenu s patnáctiminutovými intervaly. Mimo dopravní špičku se nejedná o rušnou stanici a TfL ji klasifikuje jako „lokální“.

### Dopravní návaznost
Nedaleko hlavního vstupu do stanice zastavuje autobusová linka 326.

### Využití stanice
| Rok  | Počet cestujících |
| ---- | ----------------- |
| 2019 | 1,57 mil.         |
| 2020 | 0,61 mil.         |
| 2021 | 0,73 mil.         |
| 2022 | 1,06 mil.         |
| 2023 | 1,27 mil.         |
| 2024 | 1,35 mil.         |

## Galerie

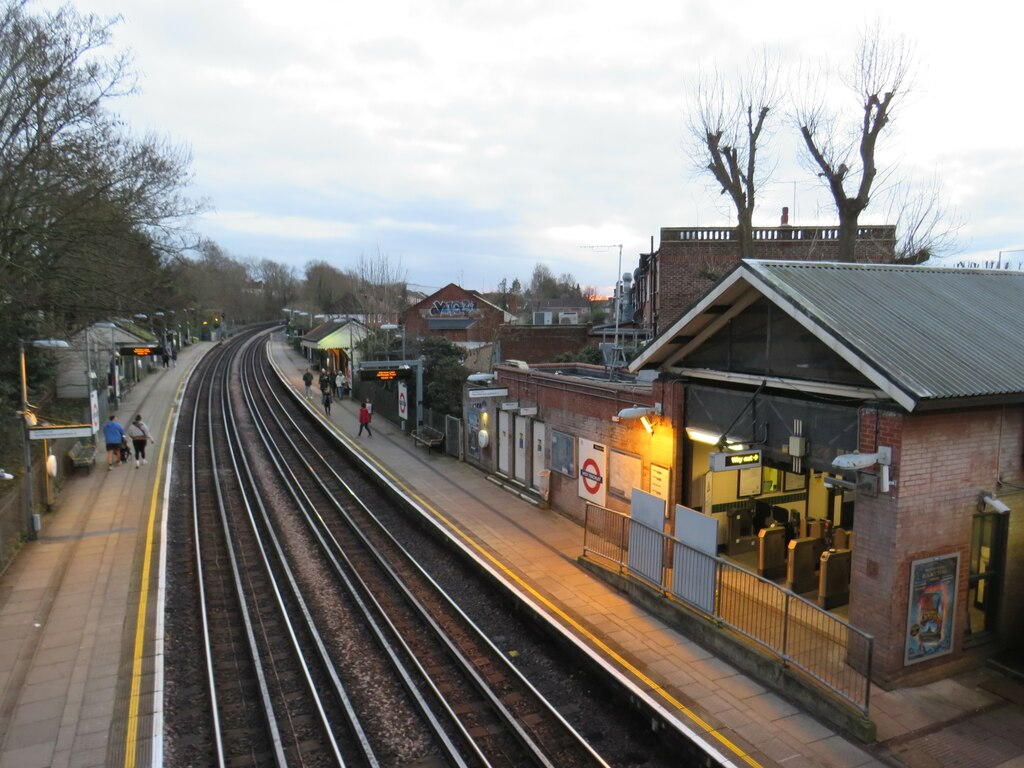
Pohled na stanici z lávky přes trať
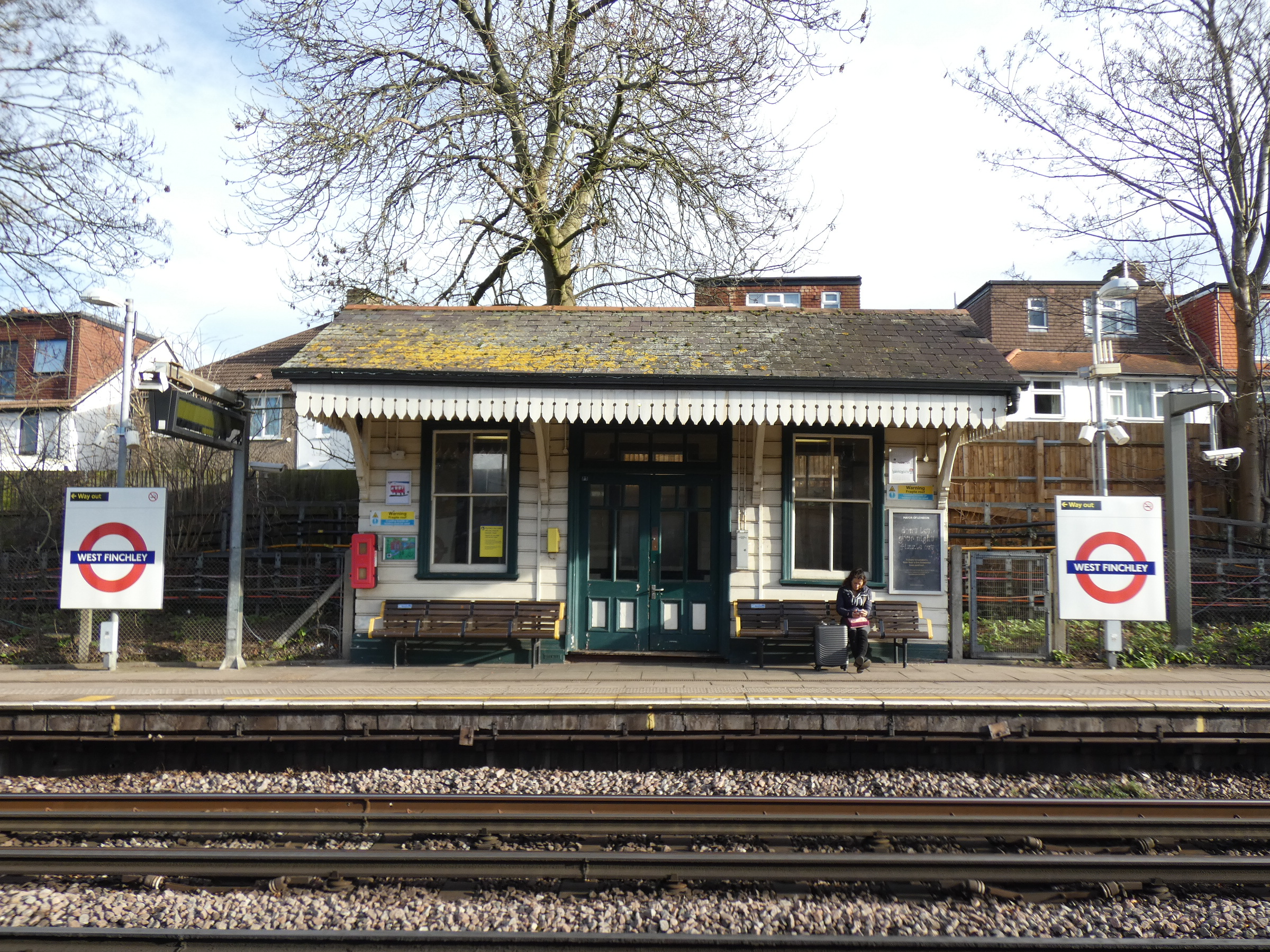
Původní čekárna na nástupišti ve směru do centra města
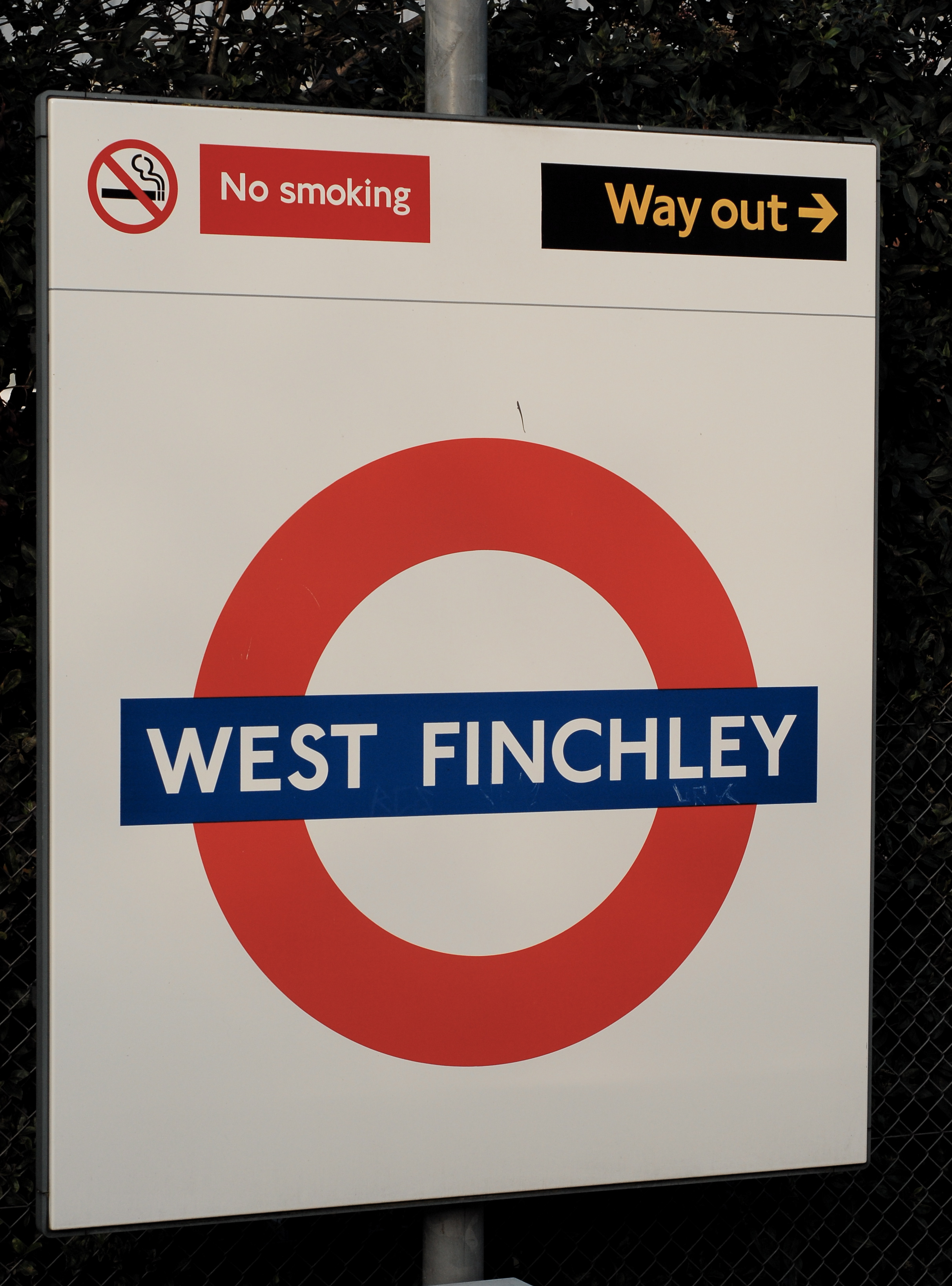
Logo londýnského metra s názvem stanice na nástupišti
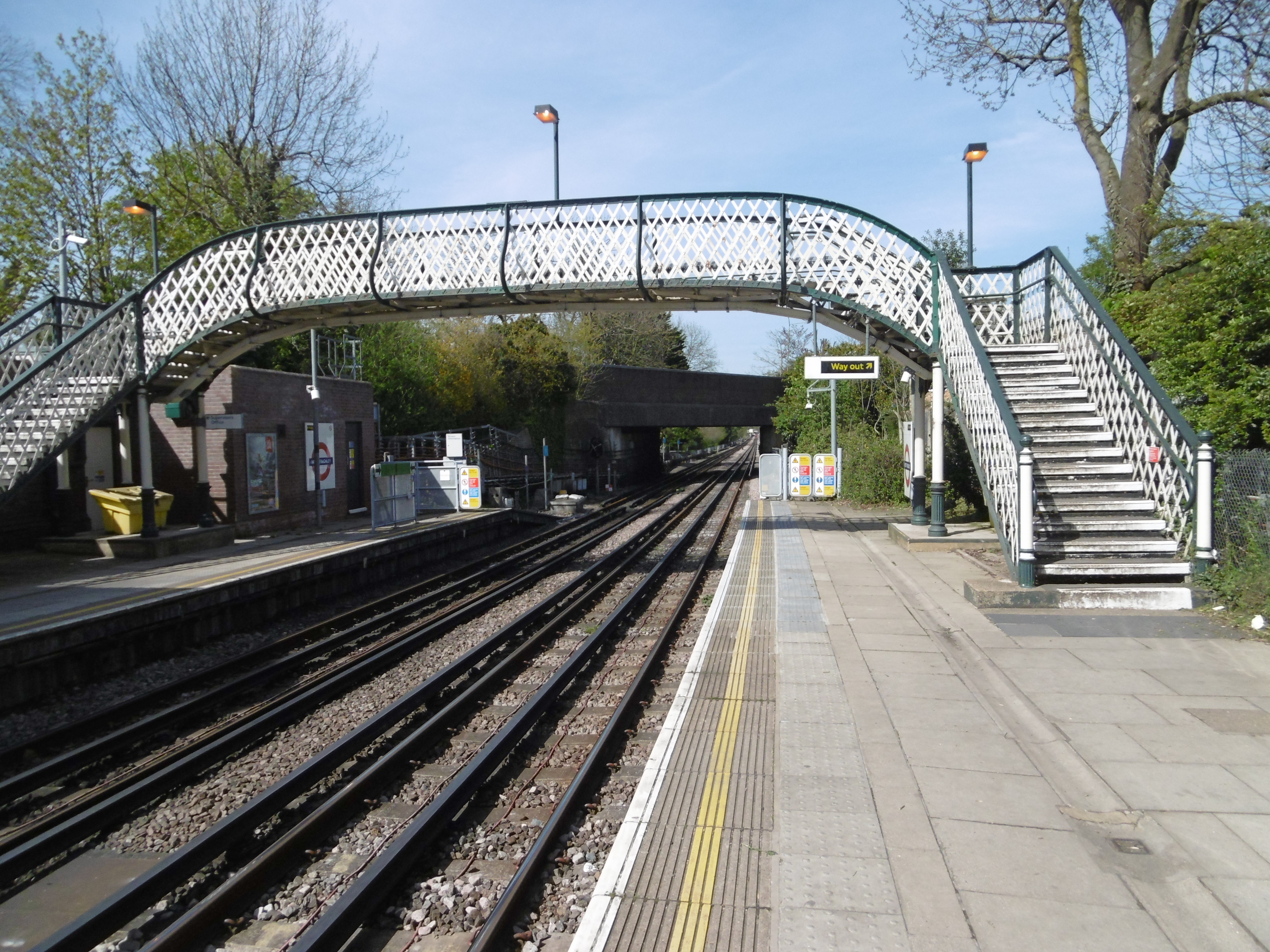
Lávka pro pěší přes trať
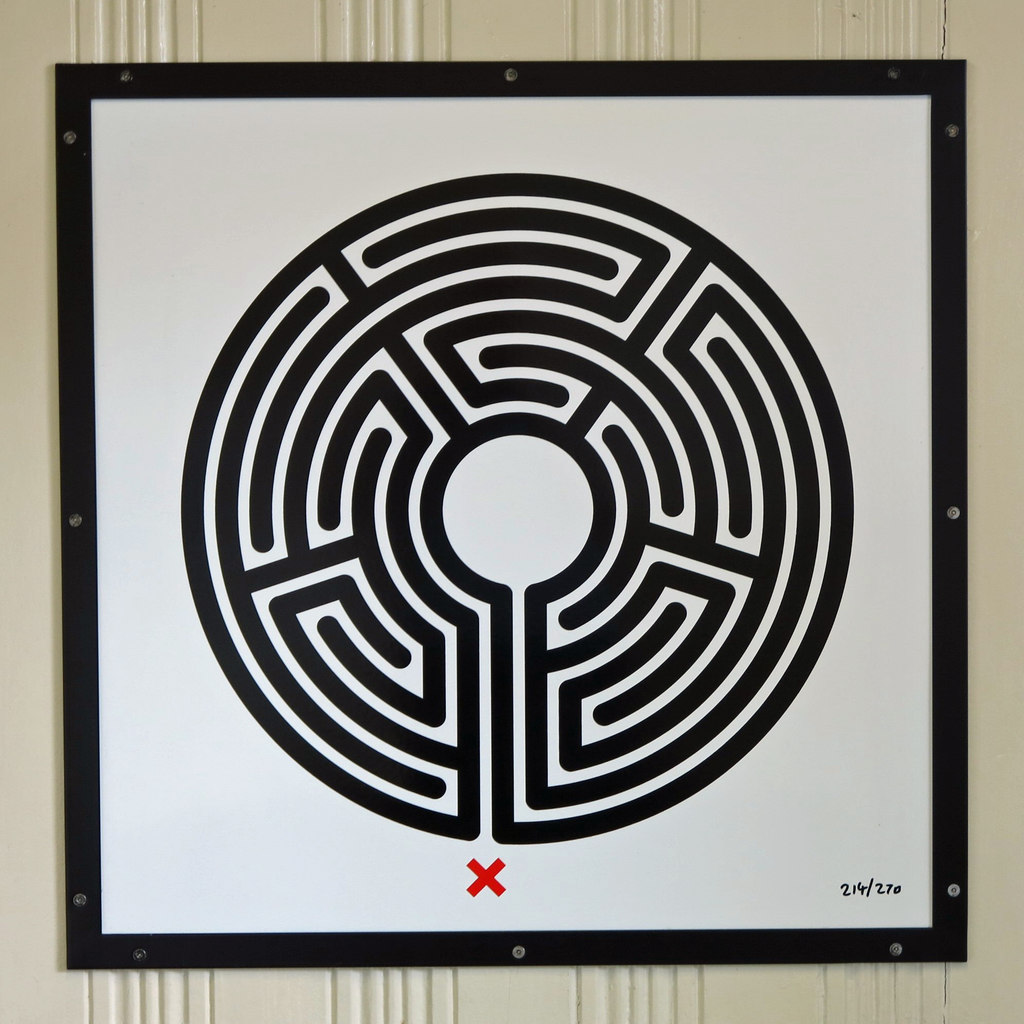
Instalace „Labyrinth“ s číslem 214